# Jón Þór Birgisson
Pour les articles homonymes, voir Jónsi et Birgisson.
 (octobre 2019).
Si vous disposez d'ouvrages ou d'articles de référence ou si vous connaissez des sites web de qualité traitant du thème abordé ici, merci de compléter l'article en donnant les références utiles à sa vérifiabilité et en les liant à la section « Notes et références ».
Jón Þór Birgisson, dit Jónsi (), né le 23 avril 1975 en Islande, est un musicien islandais. Il est notamment connu comme étant le guitariste et chanteur principal du groupe islandais Sigur Rós. Il est aussi impliqué dans un projet musical, Jónsi and Alex, en duo avec son compagnon Alex Somers.
Jón Þór Birgisson a certaines particularités, comme celle d'être le créateur d'une pseudo langue, le Vonlenska, de prendre généralement une voix de fausset pour interpréter les titres et de jouer de sa guitare (généralement Ibanez (PF200) ou Gibson Les Paul) avec un archet, technique qui est utilisée par peu d'autres artistes (Eddie Phillips, Jimmy Page…).
Beaucoup de ses chansons ont été utilisées pour le film Nouveau Départ. Il en a même réalisé spécialement pour ce film. Une de ses chansons, Sticks and Stones, a également été utilisée dans le générique de fin du film Dragons.

## Biographie

### Jeunesse
Jón Þór Birgisson est né le 23 avril 1975 en Islande. Il est constaté qu'il est aveugle de l'œil droit. C'est vers ses 17 ans qu'il débuta l'entreprise de créer un groupe d'adolescents, son premier groupe, nommé Stoned dont le style musical était en rapport avec la tendance de l'époque qui était au grunge à la suite du succès, entre autres, de Nirvana.

### Prémices
En 1994, Jón Þór Birgisson a 19 ans, il crée à Reykjavik le groupe qui le fera connaître plus tard, Sigur Rós, avec ses amis Georg Hólm et Ágúst Ævar Gunnarsson, dont le premier fait toujours partie. Mais étant avide de nouvelles expériences, sans même avoir tenté de publier de CD, Jón Þór Birgisson continue, et crée, un an plus tard, un troisième groupe au nom de Bee Spiders, dans lequel il prend le nom de scène de Jonny B en référence à son nom. Jonny B, cheveux très longs et barbichette, portait des lunettes de soleil durant tous les concerts certainement pour masquer son œil « mort » dont l'ado qu'il était devait être complexé. Bee Spiders jouait de longues chansons rock et était comparé par certains aux Smashing Pumpkins. Parfois, « une choriste » assez spéciale intégrait le groupe pour les concerts, Kjartan Sveinsson, qui devint membre en 1999 de Sigur Rós. Kjartan alla jusqu'à se déguiser en Drag queen pour intégrer complètement son rôle féminin lorsque Bee Spiders reçut le prix du Groupe le plus intéressant dans un concours pour groupes peu connus du nom de Musiktilraunir (Expérimentations musicales).

### Débuts
1997 sera l'année du début de la reconnaissance, après 3 ans d'existence, Sigur Rós publie Von le premier opus du groupe emmené par Jón Þór Birgisson, qui est devenu naturellement le chanteur, étant le seul à savoir le faire ; il devient par là même le leader. Le style est totalement différent de ce qu'il a fait avec ses autres groupes, celui-ci est très inspiré des paysages de l'Islande, instrumentaux, voire silencieux. C'est aussi là qu'il invente le Vonlenska sur le titre Von.
La même année il prend le pseudonyme de Mònò pour prêter sa voix sur deux titres d'un album d'un autre groupe Islandais.

### Jonsi and Alex
En 2003, en collaboration avec l'homme avec lequel il vit depuis plusieurs années, Alex Somers du groupe Parachutes, Jón Þór Birgisson s'investit dans un projet artistique, Riceboy Sleeps, pas du tout musical au début mais qui le devint au fur et mesure jusqu'à donner naissance à un album CD composé chez eux dans leur cuisine grâce uniquement à des instruments acoustiques. Le nom du projet fut renommé en Jónsi and Alex lors de l'annonce de l'album CD Riceboy Sleeps qui sortit le 20 juillet 2009.
La preuve que Jón Þór Birgisson tient beaucoup à ce projet, c'est que pendant qu'il finit son album à Londres, il délaisse un peu Sigur Rós qui se retrouve à jouer sans chanteur et sans guitariste à archet devant le Dalaï-lama à Reykjavik en mai 2009.

### Album solo
Mi 2009, un message annonce une nouvelle un peu inattendue : Jón Þór Birgisson travaillerait sur un album solo. C'est lors de la soirée Le cinéma de Sigur Rós le 28 novembre 2009 à Paris, que John Best, manager, lance que Jónsi venait de terminer, la veille, son album. Trois jours plus tard c'est le site officiel qui est lancé : chaque jour, pendant une semaine donne droit à un extrait de quelques secondes.

### Divers
- Jón Þór Birgisson est né aveugle de l'œil droit.
- Il est très impliqué dans la vie de son pays et s'investit dans différentes causes en rapport.
- Il utilise parfois les pseudonymes de Frakkur ou Mònò pour publier des chansons solo ou participer avec d'autres groupes.
- Le nom Sigur Rós est en fait le prénom de sa petite sœur, à la différence près qu'elle se nomme Sigurrós. C'était aussi le nom de sa grand-mère, figure excentrique de son petit village de Skagaströnd.
- Son petit ami Alex Somers (du groupe Parachutes) a participé à des designs d'artworks de Sigur Rós.
- Il détient la symbolique 100e et dernière place du classement du magazine Q des 100 plus grands chanteurs.
- Il est crudivore (il en est même chef diplômé[1]).
- Il est ouvertement gay.
- En avril 2014, il fait une apparition dans l'épisode 2 de la saison 4 de Game of Thrones, en chantant The rains of Castamere en compagnie de son groupe Sigur Rós. Ce même morceau est repris pour clore l'épisode en question.

## Discographie personnelle

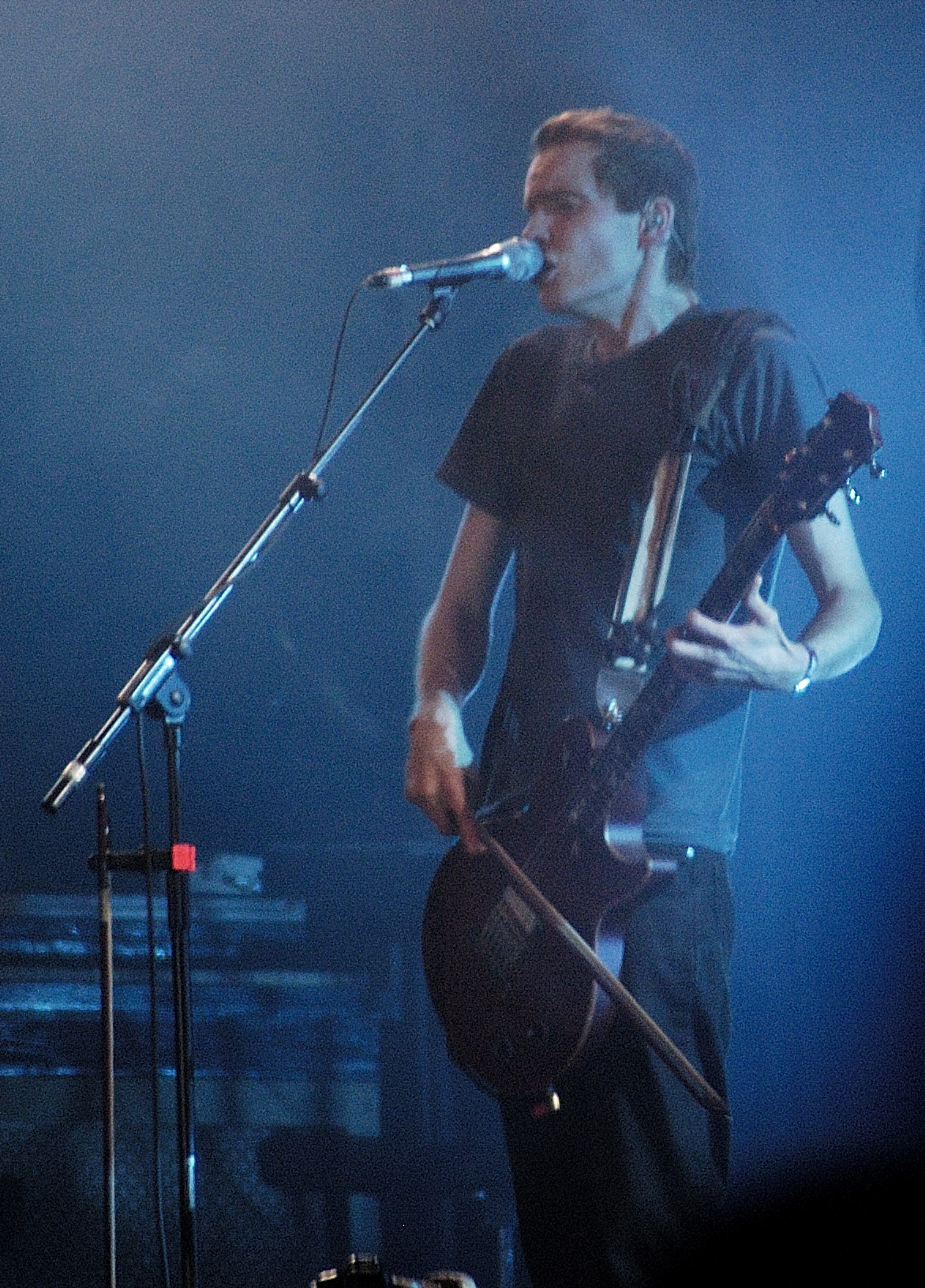
Jón Þór Birgisson

### Jónsi

#### Singles
- 22 mars 2010 : Go Do
- 24 mai 2010 : Animal Arithmetic
- 21 novembre 2010 : Around Us

#### Musiques de films
- 2021 : Sans aucun remords (Without Remorse) de Stefano Sollima

### Participations
Musicales
- 1997 : Chant sur le titre Opinn et chœur sur les titres Grænn (Grænum) et Fyrirmynd de l'album Ástæðan fundin du groupe Soðin Fiðla crédité en tant que Mònò.
- 1999 : Chant sur le titre Skyscraper heart de l'album hi-camp meets lo-fi du groupe Dip crédité en tant que Frakkur.
- 1999 : Guitare sur The Helvitis symphony no.1 for 13 electric guitars du CD concept Nart nibbles du label Kitchen Motors (en) crédité en tant que Jón Þór Birgisson.
- 2000 : Chant sur le titre Uni-versal de l'EP Sexy Saturn de Dirty-Bix.
- 2004 : Chant et guitare sur le titre Over the ponds de l'album In a safe place du groupe The Album Leaf crédité en tant que Jón Þór Birgisson.
- 2006 : Titre inédit Ammælisstrákur de Frakkur composé pour la compilation Family Album (en) du label Kitchen Motors.
- 2008 : Mixage des morceaux Your stories et Tree roots turn to forts de l'EP Tree Roots du groupe Parachutes crédité en tant que Jón Þór Birgisson sur la première édition et Jónsi sur l'édition remastérisée de 2013.
- 2009 : Chant sur le titre Kaleidoscope de l'album Kaleidoscope du DJ Tiësto crédité en tant que Jónsi.
- 2010 : Titre inédit chanté Sticks & stones de Jónsi sur la bande originale du film Dragons (How To Train Your Dragon).
- 2011 : Composition de la bande originale du film Nouveau Départ avec onze titres inédits de Jónsi dont deux chantés, Ævin endar et Gathering stories et un remix de Sinking Friendships nommé Sink Ships.
- 2014 : Titre inédit chanté Where No One Goes de Jónsi sur la bande originale du film Dragons 2 (How To Train Your Dragon 2).
- 2014 : Chant sur le titre Ilsa Drown de l'album Island Intervals du groupe Death Vessel.
- 2015 : Titre inédit chanté Shooting Stars pour la bande originale du film Welcome Back.
- 2019 : Titre inédit chanté Together from Afar sur la bande originale du film Dragons 3 (How To Train Your Dragon 3 : The Hidden World).

Remix
- 2006 : Remix du titre Séoul nommé Óróamix sur le 12" du single Séoul du groupe Amiina crédité en tant que Frakkur.
- 2009 : Remix du titre Come Back sur 7" du single Peace du groupe Depeche Mode crédité en tant que Jónsi.

Autres
- 2003 : Aquarelle de la pochette de l'album I listasafni reykjavikur du chanteur Siggi Ármann crédité en tant que Jón Þór Birgisson.
- 2004 : Voix sur le CD expérimental Exactly as i am de Hafler Trio (en) crédité en tant que Jónsi Birgisson.
- 2005 : Voix sur le CD expérimental Exactly as i do de Hafler Trio crédité en tant que Jónsi Birgisson.
- 2005 : Voix sur le CD expérimental Exactly as i say de Hafler Trio crédité en tant que Jónsi Birgisson.